# Cripta da Colónia Güell

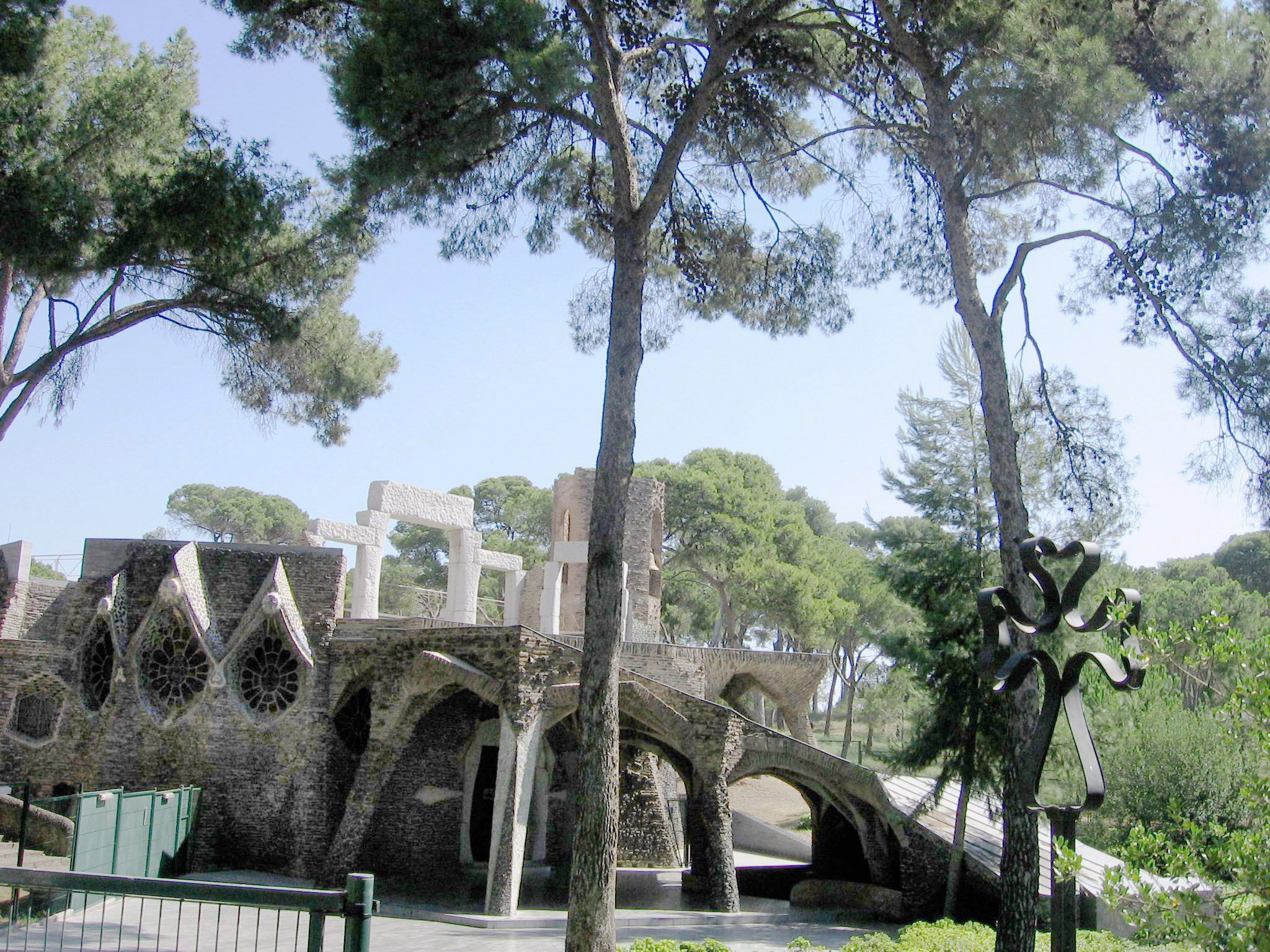
Cripta da Colónia Güell.

A Cripta da Colónia Güell (1898-1917) fica situada no meio do bairro operário Santa Coloma de Cervelló, a sul de Barcelona, Espanha. Fundado por Eusebi Güell em 1898, vê-se ainda hoje apenas a parte que normalmente não se vê nas igrejas: a cripta. Mas este fragmento é de tal maneira genial que pode ser considerado uma das obras-primas de Gaudí.
O amigo e mecenas de Gaudí, Güell, tinha fundado em 1898, uma fábrica de tecidos e um bairro operário situado logo ao lado da mesma em Santa Coloma de Cervelló. É por este motivo que a contribuição de Gaudí para este bairro aparece nos livros sob várias designações: como Cripta da Colónia Güell, como Igreja de Santa Coloma - esta última uma designação algo exagerada, uma vez que desta "igreja" apenas existe a parte inferior, a base de uma parte do conjunto da construção; também aparece como Capela Güell, como Igreja Güell ou como Santa Coloma.
De facto, tinha-se planeado construir uma igreja, sobre o seu aspecto podemos fazer uma ideia, apenas porque existe um desenho de construção feito por Gaudí que assim o indica, mas quase não contém pormenores. Como acontece também com os desenhos da Sagrada Família, os desenhos de Gaudí transmitem mais uma ideia, um ambiente. Gaudí confiava na sua inspiração durante as obras. Tinha ideias em excesso, razão pela qual a maioria dos seus edifícios não foram acabados por ele. A Cripta, no entanto, ficou de tal maneira inacabada que só através do desenho é possível ter uma vaga ideia de como Gaudí tinha imaginado a sua obra, notando-se semelhanças com o Templo Expiatório da Sagrada Família.
Hoje em dia é impossível imaginar como a igreja se iria erguer por cima da cripta existente, que se encosta à parte superior duma pequena colina onde crescem pinheiros. O edifício escuro, de cor natural, encosta-se à colina, formando assim uma espécie de segunda colina artificial, parecendo a arquitectura uma duplicação da natureza. Gaudí trabalhou mais de dez anos na Cripta, um período bastante longo que pode ser justificado se se interpretarem os trabalhos de construção como reflexão para o grande empreendimento da Sagrada Família. A Cripta é, de facto, uma espécie de experiência para o especialista de estática que era Gaudí, que nela deixou amadurecer os dois elementos básicos das suas construções: o arco parabólico e o pilar inclinado.
A Cripta e o Parque Güell, feitos do mesmo jeito, são as obras de Gaudí mais próximas da natureza, embora ele não tentasse imitá-la, apenas se serviu de alguns elementos que encontrava nela.